# Gladiator Cop
Gladiator Cop è un film canadese-statunitense del 1995 diretto da Nick Rotundo. È il sequel del film The Swordsman del 1992 e ha avuto il secondo sequel dal titolo G2 Time Warrior del 1998.

## Trama
La spada di Alessandro Magno viene di nuovo rubata da un museo perché possiede poteri speciali che potrebbero permettere la reincarnazione di Alessandro e a New York si svolgono combattimenti illegali in stile gladiatori e a indagare è il detective Andrew Garrett che ha delle visioni di questi combattimenti.